# Departamento Albardón
Das Departamento Albardón liegt im Zentrum der Provinz San Juan im Westen Argentiniens und ist eine von 19 Verwaltungseinheiten der Provinz. 
Es grenzt im Norden an das Departamento Jáchal, im Osten an das Departamento Angaco, im Süden an die Departamentos Chimbas und Rivadavia und im Westen an das Departamento Ullum. 
Die Hauptstadt des Departamento Albardón ist das gleichnamige Albardón.

## Städte und Gemeinden
Das Departamento Albardón ist in folgende Gemeinden aufgeteilt:
- Albardón (Municipio der 2. Kategorie)